# Kawahara Kazuhisa (cầu thủ bóng đá)
Kazuhisa Kawahara (河原 和寿 Kawahara Kazuhisa, sinh ngày 29 tháng 1 năm 1987 ở Gyōda, Saitama) là một cầu thủ bóng đá người Nhật Bản hiện tại thi đấu cho Ehime F.C.

## Thống kê sự nghiệp câu lạc bộ
Cập nhật đến ngày 23 tháng 2 năm 2018.
| Thành tích câu lạc bộ | Thành tích câu lạc bộ | Thành tích câu lạc bộ | Giải vô địch | Giải vô địch | Cúp                   | Cúp                   | Cúp Liên đoàn | Cúp Liên đoàn | Tổng cộng | Tổng cộng |
| Mùa giải              | Câu lạc bộ            | Giải vô địch          | Số trận      | Bàn thắng    | Số trận               | Bàn thắng             | Số trận       | Bàn thắng     | Số trận   | Bàn thắng |
| Nhật Bản              | Nhật Bản              | Nhật Bản              | Giải vô địch | Giải vô địch | Cúp Hoàng đế Nhật Bản | Cúp Hoàng đế Nhật Bản | Cúp Liên đoàn | Cúp Liên đoàn | Tổng cộng | Tổng cộng |
| --------------------- | --------------------- | --------------------- | ------------ | ------------ | --------------------- | --------------------- | ------------- | ------------- | --------- | --------- |
| 2005                  | Albirex Niigata       | J1 League             | 0            | 0            | 1                     | 0                     | 1             | 0             | 2         | 0         |
| 2006                  | Albirex Niigata       | J1 League             | 5            | 1            | 1                     | 0                     | 0             | 0             | 6         | 1         |
| 2007                  | Albirex Niigata       | J1 League             | 14           | 1            | 1                     | 1                     | 3             | 0             | 18        | 2         |
| 2008                  | Albirex Niigata       | J1 League             | 18           | 0            | 2                     | 0                     | 3             | 0             | 23        | 0         |
| 2009                  | Tochigi SC            | J2 League             | 48           | 13           | 1                     | 0                     | -             | -             | 49        | 13        |
| 2010                  | Albirex Niigata       | J1 League             | 4            | 0            | -                     | -                     | 0             | 0             | 4         | 0         |
| 2010                  | Oita Trinita          | J2 League             | 17           | 2            | 2                     | 1                     | -             | -             | 19        | 3         |
| 2011                  | Tochigi SC            | J2 League             | 29           | 2            | 2                     | 1                     | -             | -             | 31        | 3         |
| 2012                  | Tochigi SC            | J2 League             | 16           | 1            | 1                     | 0                     | -             | -             | 17        | 0         |
| 2013                  | Ehime FC              | J2 League             | 34           | 5            | 0                     | 0                     | -             | -             | 34        | 5         |
| 2014                  | Ehime FC              | J2 League             | 38           | 13           | 2                     | 2                     | -             | -             | 40        | 15        |
| 2015                  | Ehime FC              | J2 League             | 41           | 11           | 1                     | 1                     | -             | -             | 42        | 12        |
| 2016                  | Ehime FC              | J2 League             | 31           | 2            | 2                     | 0                     | -             | -             | 33        | 2         |
| 2017                  | Ehime FC              | J2 League             | 37           | 11           | 0                     | 0                     | -             | -             | 37        | 11        |
| Tổng cộng sự nghiệp   | Tổng cộng sự nghiệp   | Tổng cộng sự nghiệp   | 332          | 63           | 16                    | 6                     | 7             | 0             | 355       | 69        |